# Karakol nemzetközi repülőtér
A Karakol nemzetközi repülőtér (kirgiz nyelven: Каракол эл аралык аэропорту, orosz nyelven: Международный аэропорт "Каракол") (ICAO: UAFP) Kirgizisztán egyik nemzetközi repülőtere, amely Karakol közelében található. 

## Futópályák
A repülőtér futópályái:
- 10/28

## Forgalom
Az utasforgalom az elmúlt években az alábbi módon változott:

## Légitársaságok és úticélok
| Légitársaság         | Célállomások       |
| -------------------- | ------------------ |
| Avia Traffic Company | Bishkek            |
| SCAT                 | Szezonális: Almaty |